# Timo Soini
Timo Juhani Soini (Rauma, 30 de mayo de 1962), más conocido como Timo Soini, es un político finlandés, actual ministro de Asuntos Exteriores de Finlandia. Fue fundador del partido Verdaderos Finlandeses, con un perfil nacionalista, populista y euroescéptico.

## Biografía
Timo Soini nació el 30 de mayo de 1962 en Rauma, región de Satakunta al oeste de Finlandia. Con seis años su familia se trasladó a Espoo, donde reside desde entonces. En su adolescencia compaginó los estudios con un empleo en una panificadora industrial. Al mismo tiempo empezó a mostrar interés por la política, militando pronto en organizaciones agraristas.
En 1988 completó un máster en Ciencias Políticas por la Universidad de Helsinki.
Soini se ha caracterizado por un discurso de carácter nacionalista, populista y conservador, que ha ganado apoyos en la sociedad finesa tras la crisis de 2008. En sus inicios llegó a abogar porque el idioma sueco en Finlandia sea sólo optativo y no obligatorio. Mientras sus adversarios políticos han catalogado su ideología como extrema derecha, él la define como «defensa de valores patrióticos y conservadores».
En el plano personal, está casado con Tiina Maarit Soini y tiene dos hijos. Es católico practicante desde 1988, con una fuerte influencia en su ideario: se ha opuesto con firmeza al aborto, a la eutanasia y a las relaciones homosexuales, y ha defendido que la Constitución Europea debería incluir una referencia a las «raíces cristianas» de Europa.

## Trayectoria política
En la década de 1980 empezó a militar en la Liga Juvenil para el Desarrollo de Finlandia, la organización juvenil del populista Partido Rural Finlandés (Suomen Maaseudun Puolue, SMP). Su ascenso en la formación le llevó a convertirse en 1984 en el secretario general de las juventudes ruralistas, y en 1992 fue proclamado secretario general del Partido Rural.
Su etapa al frente del SMP estuvo marcada por los graves problemas económicos que el partido arrastraba desde años atrás. Después de obtener solo un diputado en las elecciones de 1995, todo el comité de dirección (entre ellos Soini) anunciaría su salida para crear una nueva formación política, Verdaderos Finlandeses (Perussuomalaiset, PS), de carácter populista y con un programa ultraconservador. El diputado Raimo Vistbacka se convirtió en su presidente y Soini se mantuvo como secretario general, para en 1997 asumir ambos cargos.

### Liderazgo de Verdaderos Finlandeses
En las elecciones nacionales de 1999, las primeras como cabeza de lista, el PS consiguió tan solo 26 000 votos (0,99%) y él no obtuvo escaño. Un año más tarde logró representación en el ayuntamiento de Espoo, cargo que compaginaría con la dirección del partido. Cuatro años después, Soini entró en el parlamento de Finlandia con tres escaños y el 1,6% de los sufragios en las elecciones nacionales de 2003.
Sin buenos resultados durante más de una década, su consolidación nacional no llegaría hasta el estallido de la Gran Recesión de 2008. Gracias a un discurso euroescéptico, antimigratorio y rupturista con los partidos tradicionales, Soini obtuvo el acta de eurodiputado en las elecciones europeas de 2009; Verdaderos Finlandeses fue sólo la sexta fuerza, pero él logró ser el más votado a título personal con 130.000 apoyos.
Las elecciones parlamentarias de 2011 estuvieron marcadas por la negativa de Finlandia a que la Unión Europea rescatase a Portugal a través del Fondo Europeo de Estabilidad Financiera, escenario que beneficiaba el discurso populista de Soini. Verdaderos Finlandeses se convirtió así en la tercera fuerza más votada del país, con 39 escaños y más de 560.000 votos (19%), a tan solo cuarenta mil del vencedor. Sin embargo, su negativa al rescate portugués le llevó a ser descartado de las negociaciones para formar una coalición amplia liderada por el primer ministro Jyrki Katainen, de Coalición Nacional.
Volvería a presentarse a las elecciones presidenciales en 2012, y en esta ocasión quedó en cuarto lugar.

### Entrada en el gobierno
En las elecciones parlamentarias de 2015, Verdaderos Finlandeses se benefició del retroceso de Coalición Nacional para convertirse en el segundo partido más votado de Finlandia: 38 escaños y 524.000 votos (17,7%). Esta vez el partido vencedor, el Partido de Centro de Juha Sipilä, sí se mostró favorable a negociar su entrada en el gobierno.
El 29 de mayo de 2015, Timo Soini fue nombrado vice primer ministro de Finlandia y ministro de Asuntos Exteriores. Su elección se interpretó como un endurecimiento de la posición finesa ante futuras crisis en la Unión Europea, pues Soini ha sido históricamente contrario al rescate de países de la eurozona.
Durante su mandato al frente de Exteriores, Soini representó a Finlandia en las reuniones del Eurogrupo, pidió reforzar la cooperación antiterrorista tras los atentados de París en 2015, y reforzó las relaciones bilaterales con los países escandinavos.
Después de veinte años al frente de Verdaderos Finlandeses, en marzo de 2017 anunció su dimisión al frente de Verdaderos Finlandeses para centrarse en el ministerio de Exteriores. De inmediato hubo una disputa interna por el liderazgo que terminaría ganando Jussi Halla-aho, del ala más extremista, sobre el candidato que Soini había defendido. Ante la amenaza de ruptura del gobierno, Soini y otros veinte diputados se dieron de baja del PS y crearon un nuevo grupo parlamentario conservador, Reforma Azul (Sininen tulevaisuus, ST), manteniendo así sus cargos. 
El 28 de junio de 2017 fue reemplazado como vice primer ministro por Petteri Orpo, de la Coalición Nacional.